# Dominic Gorie
Dominic Lee Pudwill Gorie (født 2. maj 1957) er en amerikansk astronaut med fire rummissioner med rumfærgen, inklusive en mission til Mir og to til Den Internationale Rumstation. Han har været 49 dage i rummet totalt.
Gorie fløj 38 kampmissioner med F-18 Hornet under Golfkrigen. 
Dominic Gorie er på standby til redningsmissionen STS-400.

## Rummissioner
| Logo           | Rummission        | Kommentar |
| -------------- | ----------------- | --- |
| Sts-91 emblem  | STS-91 Discovery  | "Pilot" - Den sidste rumfærgemission til Mir                                                                                                  |
| Sts-99 emblem  | STS-99 Endeavour  | "Pilot" - Shuttle Radar Topography Mission (SRTM)                                                                                             |
| Sts-108 emblem | STS-108 Endeavour | "Kaptajn" - Bruge Raffaello Multi-Purpose Logistics Module (MPLM), levere ISS Ekspedition 4 besætningen, hente ISS Ekspedition 3 besætningen. |
| STS-123 emblem | STS-123 Endeavour | "Kaptajn" - Opsendelse af robotarmen Dextre samt logistikmodulet til det japanske Kibolaboratorium på ISS.                                    |

## Hædersbevisninger
Blandt andre:
- Defense Superior Service Medal
- Legion of Merit
- Distinguished Flying Cross (2 stk) en med Combat “V”
- Defense Meritorious Service Medal
- Joint Meritorious Service Medal
- 2 stk Air Medal
- 3 stk Space Flight Medal

## Galleri
- Besætning på STS-91
- Besætning på STS-99
- Besætning på STS-108, inklusive besætning på ISS Ekspedition 3 og ISS Ekspedition 4.
- Besætning på STS-108
- Dominic Gorie og Mark Kelly under STS-108